# Circuit de Pau-Ville
Pour les articles homonymes, voir Circuit de Pau.
Le circuit de Pau-Ville est un circuit automobile urbain temporaire empruntant les rues de la ville de Pau (Pyrénées-Atlantiques, France). Il accueille chaque année (sauf exception) le Grand Prix de Pau et le Grand Prix de Pau historique. Ce circuit est très original et atypique, autant par son tracé que par son environnement urbain. 

## Historique
L'histoire du circuit de Pau est indissociable de celle du Grand Prix.
En 1933, le Grand Prix de Pau est organisé sur un tracé de 2,649 km empruntant les rues de la ville.

Carte du Circuit de Pau en 1933

En 1935, le tracé est modifié et emprunte des voies qui contournent le parc Beaumont, sa longueur est portée à 2,760 km. Les stands, alors situés dans le parc Beaumont, sont déplacés en contrebas. Ce tracé a été utilisé pendant 69 éditions et subsiste encore aujourd'hui, c'est le dernier circuit urbain français qui accueille des courses modernes.
En 1957, des aménagements de sécurité sont réalisés. Ceux-ci font suite au tragique accident du Mans en 1955, qui avait déjà entrainé l'annulation de l'édition 1956 du Grand Prix.
Au début des années 1970, d'autres aménagements importants concernant la sécurité seront effectués. On installe, entre autres, des glissières de sécurité le long de la piste pour la durée de l'épreuve.

## Description
Le circuit emprunte les rues de la ville, il est situé à proximité des points importants du centre-ville de Pau, comme le parc Beaumont, le château de Pau, boulevard des Pyrénées.  Il serpente entre les arbres et les habitations, qui font la « carte postale » du circuit.
Le tracé, qui comprend d'importants changements de dénivellation, emprunte des rues très étroites bordées de glissières de sécurité et présente des passages délicats comme l'épingle du Lycée ou la chicane précédent la ligne droite d'arrivée. Très sélectif, il est très apprécié des pilotes. Ressemblant, par certains aspects au circuit de Monaco, on le surnomme « le petit Monaco ». En effet, il comporte une montée vers un casino tout comme le circuit de Monaco, et toujours comme ce dernier, une partie basse et une partie haute.

## Particularités
- Le Circuit de Pau fut pendant longtemps le seul circuit urbain de France qui accueillait des courses automobiles modernes. L'ajout de Paris au calendrier de la Formule E en 2016 fit perdre au circuit palois cette caractéristique.
- La voie des stands est, contrairement aux autres circuits, décalée par rapport à la grille de départ et longe en partie la Courbe des tribunes.
- La ligne droite d'arrivée comporte 2 grilles de départ, l'une est au côté extérieur, l'autre à la partie intérieure.
- Ce circuit est l'un des plus courts circuits de courses internationales du monde (2,760 km) avec le Norisring (Allemagne) de 2,3 km et Trois-Rivières (Canada) de 2,43 km.

## Tour
Le tour de circuit commence avec la ligne droite de départ qui est immédiatement suivie par une courbe où les pilotes passent à fond (la courbe des tribunes). Le premier freinage du circuit se fait au virage de la gare, théâtre de nombreux dépassements et incidents de courses, les pilotes accélèrent dans la montée de l'avenue Napoléon Bonaparte et prennent le virage en épingle du pont Oscar. 
Il s'ensuit alors une épingle très serrée appelée « épingle du Lycée », du fait de sa proximité avec le lycée Louis Barthou de Pau. On enchaîne ensuite avec une courbe à gauche (courbe du casino), puis une courbe à droite (courbe du parc Beaumont) avant d'arriver à la chicane Foch, enchaînement délicat.
Les pilotes abordent ensuite la descente avec une épingle à droite suivie d'une courbe à gauche et une chicane avant la ligne droite d'arrivée.

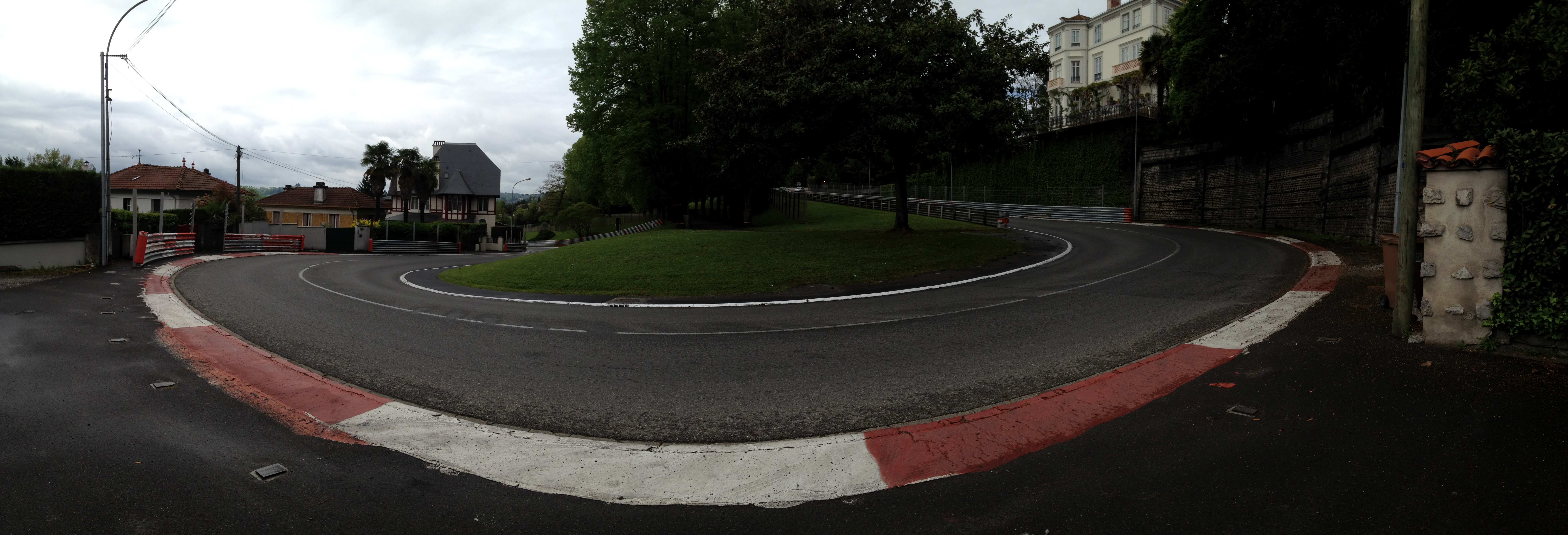
Le virage du Buisson, situé après l'épingle Poeymirau.

## Installations
En plus de tribunes amovibles installées le temps du Grand Prix, le circuit était doté jusqu'à la fin des années 2000 d'une grande tribune fixe qui s'étendait de la grille de départ jusqu'à l'entrée de la courbe de la gare. Communément appelée "Tribune Citron" du fait de la couleur jaune de ses barrières, sa taille imposante et son toit fixe lui permettaient d'accueillir environ 3000 spectateurs à l'abri des intempéries.
En raison de la vétusté de la structure, le toit fut démonté en 2006 avant que l'ensemble de la tribune ne soit entièrement démantelé en octobre 2010. Aujourd'hui, elle est remplacée par une tribune amovible de capacité moindre (entre 500 et 1000 places) et non couverte.
Les stands et les paddocks sont généralement installés sur les terrains de sport du stade Tissié ainsi que sur les parkings autour de la gare. Des passerelles (dont une fixe située au-dessus de l'avenue Bonaparte), permettent de faire les liaisons entre les différents points du circuit.
L'installation des barrières de sécurité commence une cinquantaine de jours avant le Grand Prix.

## Records du tour
| Formule / Championnat | Temps          | Pilote            | Voiture                 | Année |
| --------------------- | -------------- | ----------------- | ----------------------- | ----- |
| Formule 3000          | 1 min 08 s 60  | Andrea Montermini | Reynard 92D Judd        | 1992  |
| Formule 3             | 1 min 09 s 085 | Lando Norris      | Dallara F312 Volkswagen | 2017  |
| Tourisme Super 2000   | 1 min 21 s 930 | Alain Menu        | Chevrolet Lacetti       | 2007  |

## Galerie

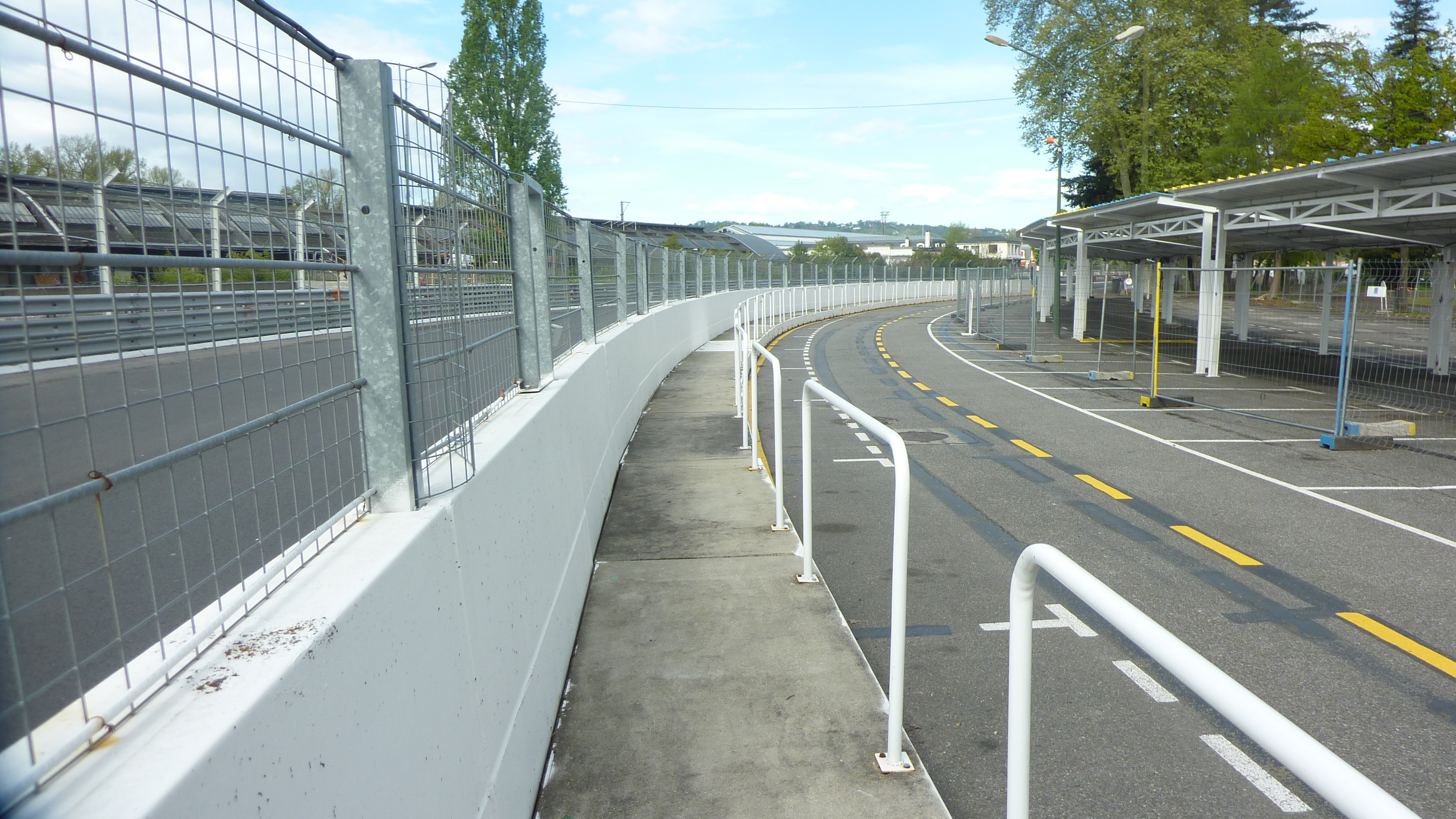
La Voie des stands
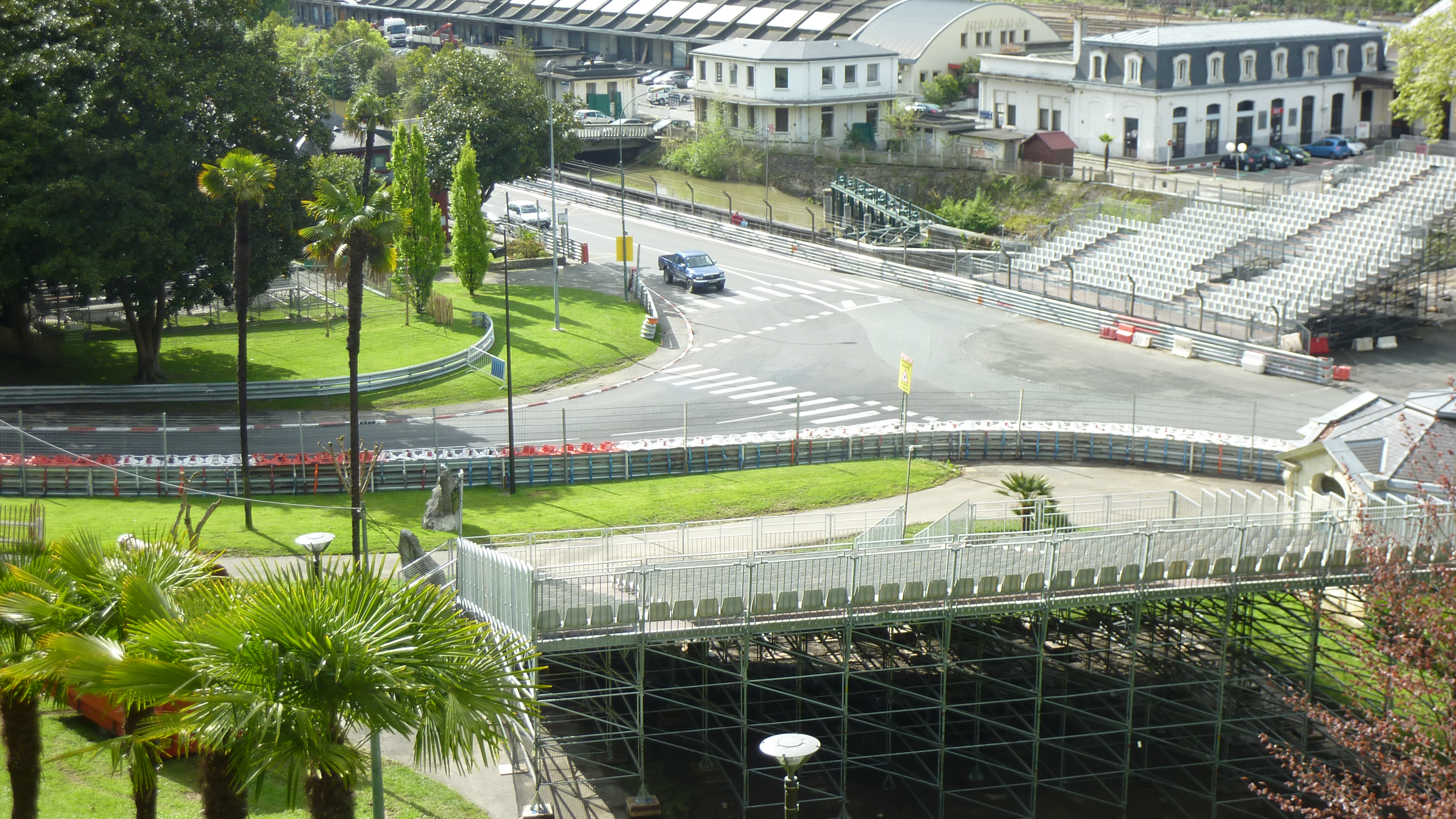
Le virage de la Gare, deuxième virage et premier freinage du circuit
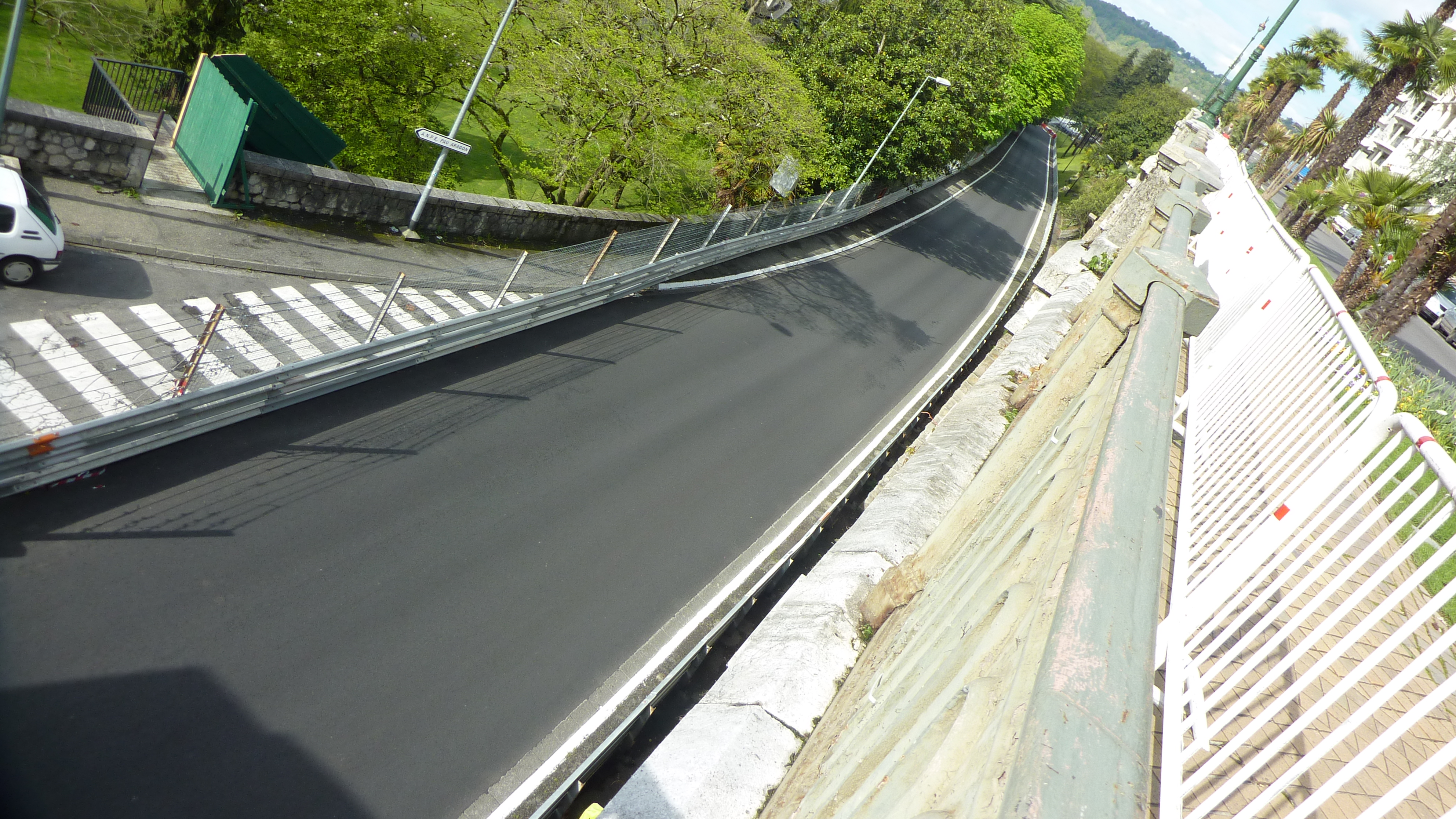
Ligne droite située avant le virage du pont Oscar, vue inversée
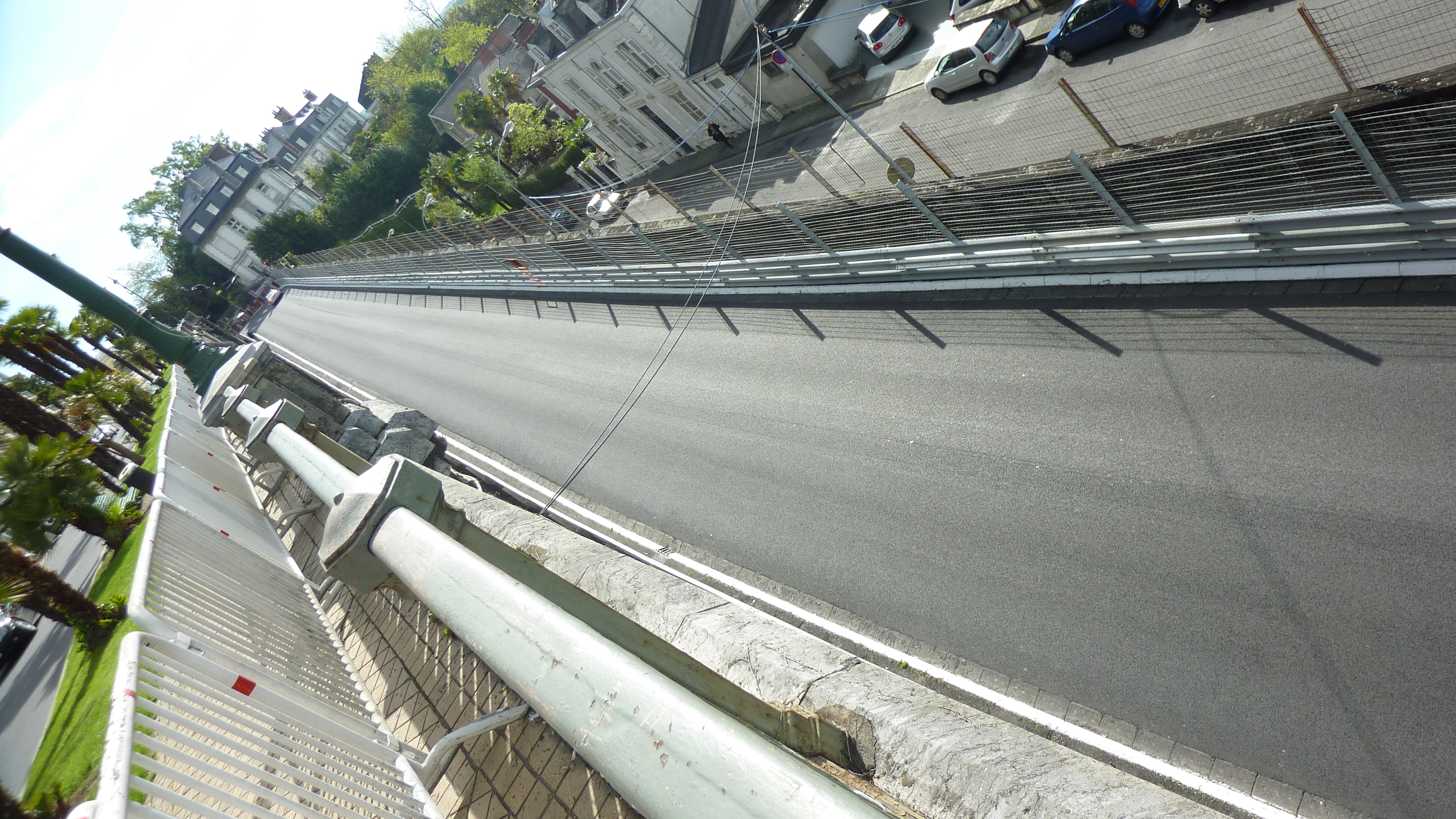
Ligne droite située avant le virage du pont Oscar
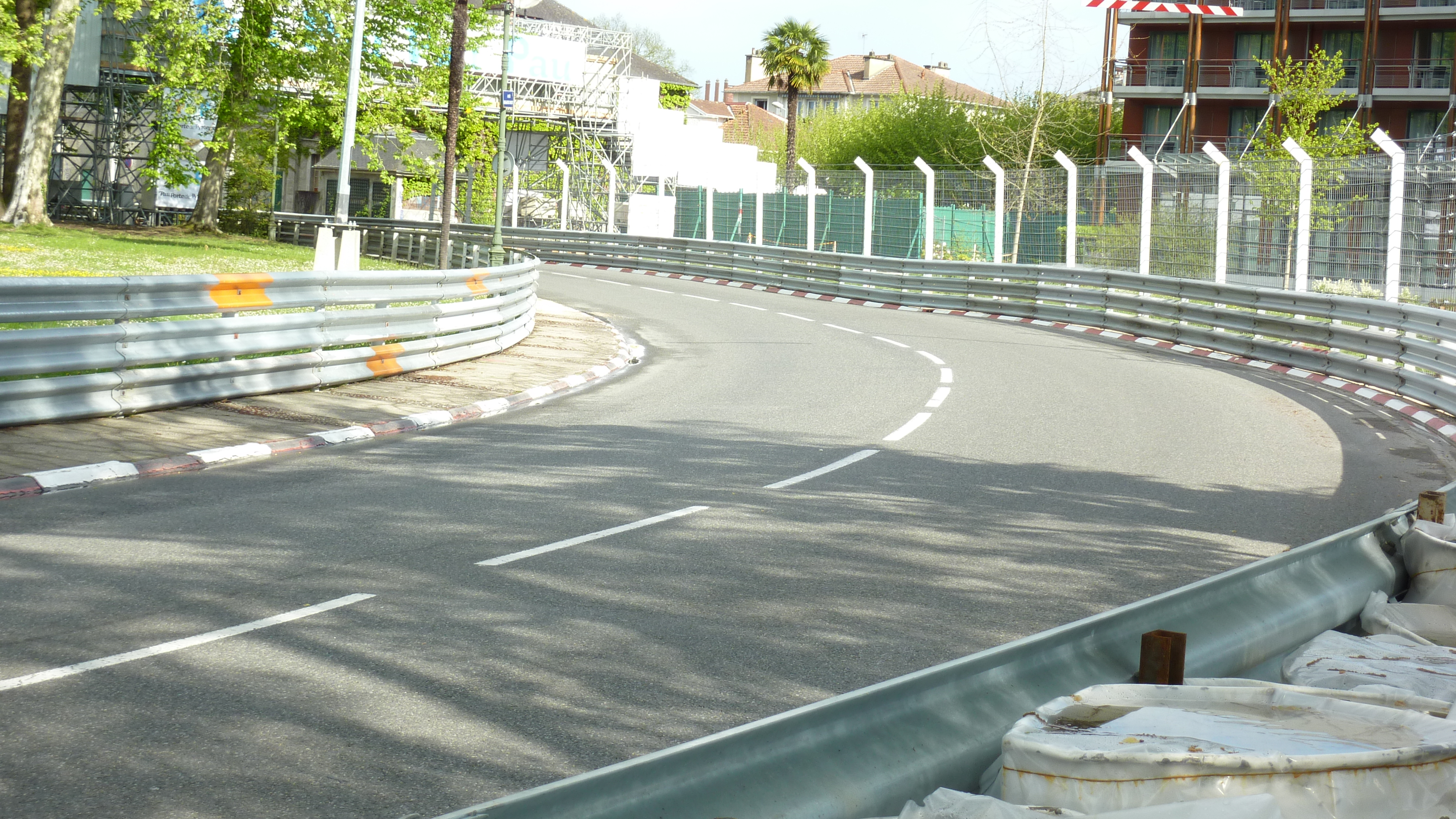
Courbe du parc Beaumont, vue inversée
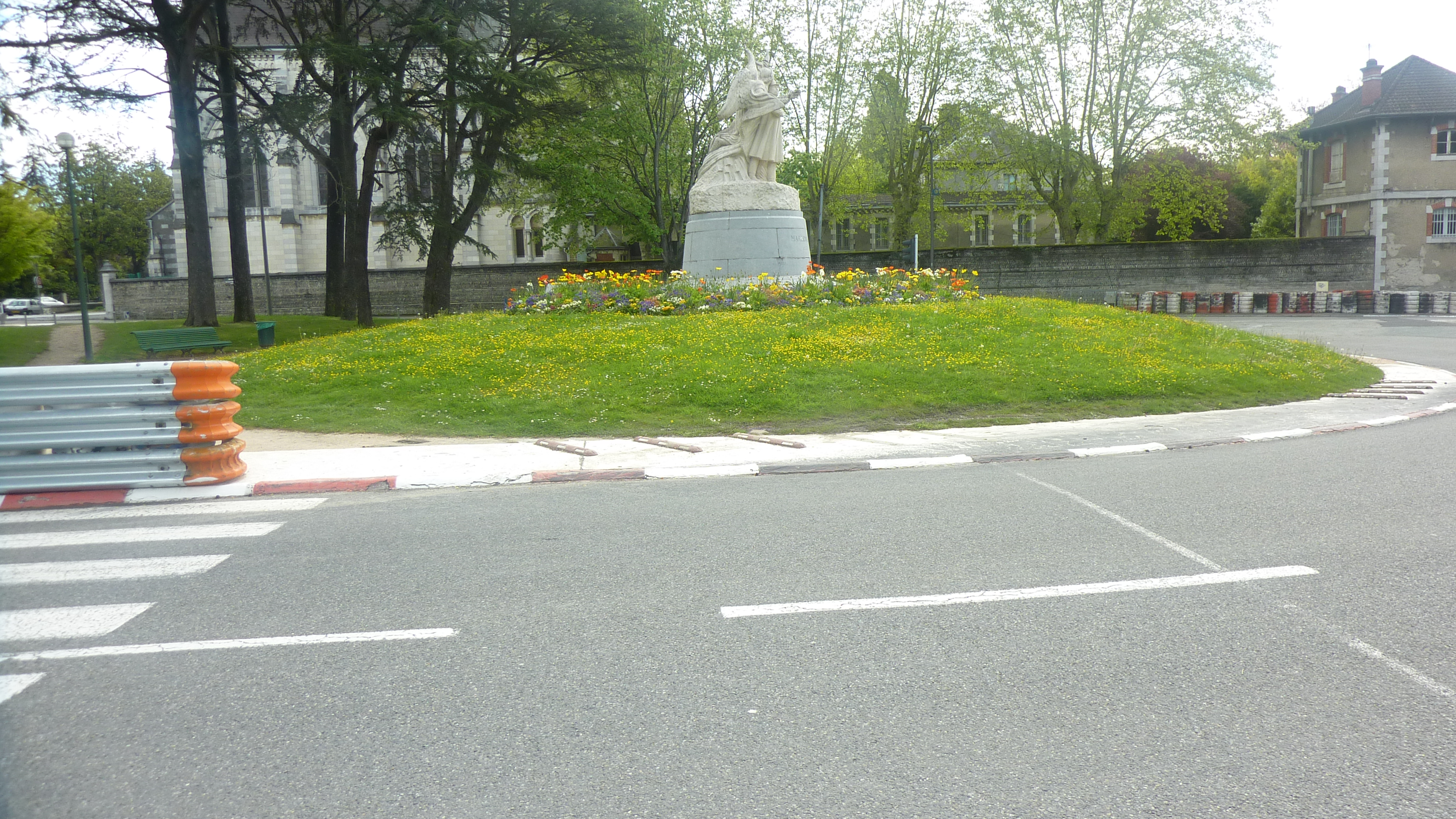
Chicane de la statue Foch

## Culture populaire

### Littérature
Le Circuit, par l'intermédiaire du Grand Prix de Pau est le contexte de l'histoire de la bande dessinée Michel Vaillant dans l'album n°52, F3000, sorti en 1989 et également dans le Dossier Michel Vaillant sur Louis Chevrolet qui raconte les victoires de la marque américaine en WTCC, notamment à Pau en 2009.

### Jeux vidéo
| Jeux     | Année |
| -------- | ----- |
| Race 07  | 2007  |
| Race Pro | 2009  |